# Gljúfrasmiður
Gljúfrasmiður (in lingua islandese: costruttore di canyon) è una cascata situata nella regione del Norðurland eystra, nella parte nord-orientale dell'Islanda.

## Descrizione
La cascata è situata lungo il corso del fiume Kreppa, 5 km in linea d'aria prima della sua confluenza con il più importante fiume Jökulsá á Fjöllum.

## Accesso
La cascata è raggiungibile tramite la strada sterrata F88 Öskjuleið, che corre 1,5 km a ovest. La F88 è una lunga pista sterrata che percorre gli altopiani d'Islanda, diramandosi dalla Hringvegur, la grande strada ad anello che contorna l'intera isola, e dirigendosi verso i vulcani Herðubreið e Askja.